# Vidhya Nagar
Vidhya Nagar (nep. विद्यानगर) – gaun wikas samiti w zachodniej części Nepalu w strefie Lumbini w dystrykcie Kapilvastu. Według nepalskiego spisu powszechnego z 2001 roku liczył on 592 gospodarstw domowych i 4353 mieszkańców (2080 kobiet i 2273 mężczyzn).